# Врянцы
Врянцы — село в Унечском районе Брянской области в составе Старосельского сельского поселения.

## География
Находится в центральной части Брянской области на расстоянии приблизительно 30 км на восток по прямой от вокзала железнодорожной станции Унеча.

## История
Известно с 1688 года как село, владение Пучковских, с 1749 — Журманов, позднее — генерала М. В. Гудовича. В 1723 году здесь было 6 дворов казаков, 25 дворов крестьян и 15 хат бобылей. До 1781 входило в Бакланскую сотню Стародубского полка. Никольская церковь упоминалось с 1696 до 1930-х годов (не сохранилась). В середине XX века работал колхоз «Первое Мая». В 1859 году здесь (село Мглинского уезда Черниговской губернии) учтено было 45 дворов, в 1892—86.

## Население
Численность населения: 353 человека (1859 год), 687 (1892), 60 человек (русские 97 %) в 2002 году, 19 в 2010.